# Quadrantectomia
Quadrantectomia é um caso particular de mastectomia, em que só se remove um quarto da mama.
É a cirurgia que retira o tumor, uma parte do tecido normal que o envolve e o tecido que recobre o peito abaixo do tumor (tratamento que conserva a mama).
A radioterapia é aplicada após a cirurgia. É indicada no estádio I e II. Deve-se associar a correção plástica das mamas, para evitar assimetrias e cicatrizes desnecessárias.